# EVO Smart Console
EVO Smart Console (chiamata EVO: Phase One durante la fase iniziale) è una console e un home theater PC, appartenente alla settima generazione dei videogiochi. È stato sviluppato e prodotto da Envizions.
Il sistema non ebbe il successo sperato, vendendo poco più di 200/300 copie. La sua distribuzione venne bloccata verso la metà del 2010.

## Versioni

### Versione beta
La prima versione della console, presentata, il 20 ottobre 2006 col nome di EVO: Phase One. Il suo prezzo avrebbe dovuto essere 399 $.
Il sistema usa un software Linux, costruito utilizzando il sistema operativo Fedora. La console supporta alta definizione ed accesso ad internet. Monta inoltre un hard disk da 120GB e 2GB di RAM.

### Versione finale
La versione finale fu lanciata due anni dopo la precedente, il 20 novembre 2008. Il suo prezzo era 399 $. La console veniva distribuita in una confezione insieme a: Kid Destiny installato sulla console o in alcuni casi inserito in una SD gli altri giochi erano scaricabili direttamente collegandosi ai server della Envizions ; la console supportava anche gran parte dei videogiochi prodotti per UNIX o anche Microsoft Windows se si installava un altro sistema operativo
Rispetto alla precedente versione impiega un hard disk più capiente (250GB), risoluzione fino a 1080p, una lista giochi ampliata e un nuovo sistema operativo sviluppato appositamente per la console: Mirrors Evolution, basato su Fedora. Inoltre questa versione utilizza un nome differente: EVO Smart Console.

## Successore
Nel gennaio 9, 2011 era in sviluppo l'EVO 2 DX, una console per videogiochi di ottava generazione, basata su un sistema ibrido Android/ windows che avrebbe dovuto essere pubblicata alla fine nel 2011, ma non venne mai pubblicata. Tuttavia sono stati sviluppati diversi prototipi funzionanti.
Attualmente il team di sviluppo dietro il progetto EVO smart console è al Lavoro su un nuovo progetto una console molto ambiziosa chiamata OTON.